# Poppy Malik
Poppy Malik (* 27. November 2003) ist eine britische Leichtathletin, die sich auf den Sprint spezialisiert hat.

## Sportliche Laufbahn
Erste internationale Erfahrungen sammelte Poppy Malik im Jahr 2022, als sie bei den U20-Weltmeisterschaften in Cali in 3:21,03 min den vierten Platz mit der britischen Mixed-Staffel über 4-mal 400 Meter belegte und verhalf der Frauenstaffel zum Finaleinzug und trug somit zum Gewinn der Bronzemedaille bei. 2025 schied sie bei den Halleneuropameisterschaften in Apeldoorn mit 52,62 s in der ersten Runde im 400-Meter-Lauf aus und anschließend wurde sie bei den World Athletics Relays in Guangzhou in 3:14,74 min Vierte im Finale der Mixed-Staffel. Im Juli belegte sie bei den U23-Europameisterschaften in Bergen in 52,03 s den fünften Platz über 400 Meter und siegte mit der Frauenstaffel mit neuem U23-Europarekord von 3:25,52 min.

## Persönliche Bestzeiten
- 400 Meter: 51,90 s, 29. Juni 2025 in Cardiff
  - 400 Meter (Halle): 52,62 s, 7. März 2025 in Apeldoorn